# Cronologia de Alcobaça
Esta é uma cronologia de acontecimentos na História de Alcobaça.

## Pré-história
- Bifaces em pedra lascada e outros artefactos, encontrados numa gruta da freguesia dos Montes e datados entre os 400 e os 200 mil anos, testemunham o povoamento antigo da região.

## Século VII a.C.
- Os fenícios fundam a colónia de Kos (actual Cós), dando-lhe o nome da ilha do Dodecaneso.

## Século I d.C.
- Início da ocupação da villa romana de Parreitas (habitada até ao século IV).

## Século VIII
711
- Os muçulmanos conquistam o castelo de Alcobaça, de construção visigótica, e o castelo de Alfeizerão.

## Século XII
1147
- D. Afonso Henriques conquista o castelo de Alfeizerão, o castelo de Alcobaça e terras circundantes aos mouros.

1150
- Foral de Alpedriz.

1151
- Primeira menção do topónimo "Pataias", no documento de doação feito por D. Afonso Henriques aos Monges Beneditos da Ordem de Cister

1153
- 8 de Abril: D. Afonso Henriques doa aos monges beneditinos de Cister as Terras de Alcobaça.

1164/1167
- Aljubarrota torna-se vila.

1178
- Início das obras de construção do Mosteiro de Alcobaça.

1195
- Muçulmanos vindos de Marrocos massacram os monges que se encontravam a construir o Mosteiro de Alcobaça.

## Século XIII
1210
- Alvorninha (então pertença dos Coutos de Alcobaça) torna-se vila.
- Foral de Alcobaça.

1223
- 6 de Agosto: Os monges abandonam a velha abadia, mudando-se para o novo Mosteiro.

1224
- Túmulo de D. Afonso II (†1223) é acolhido na igreja do Mosteiro de Alcobaça.

1236/1238
- Pederneira (então porto de mar, e pertença dos Coutos de Alcobaça) torna-se vila.

1252
- Consagração do Mosteiro de Alcobaça.

1257
- Foral de São Martinho do Porto.

1269
- 11 de Janeiro: Primeiras aulas públicas em Portugal, dadas pelos monges do Mosteiro de Alcobaça, após reforma sob o abade Estêvão Martins.

1282
- Paredes da Vitória torna-se vila.

1285
- Évora de Alcobaça torna-se vila.

1279
- Fundação do Mosteiro de Santa Maria de Cós.

1286
- Cela Nova torna-se vila.

1287
- Primeira referência ao nome "alfeysarã" (Alfeizerão), registada numa carta de doação.

## Século XIV
1301
- Cós torna-se vila.

1303
- Maiorga torna-se vila.

1307
- Santa Catarina (então pertença dos Coutos de Alcobaça) torna-se vila.

1314
- Turquel torna-se vila.

1332
- 21 de Outubro: Foral de Alfeizerão.

1348
- Surto de peste negra mata 150 monges do Mosteiro de Alcobaça num espaço de três meses.

1352
- Foral de Turquel.

1360
- Terminado o túmulo de Inês de Castro, que é colocado no transepto sul do Mosteiro.

1367
- D. Pedro I morre e é sepultado num túmulo no transepto Norte do Mosteiro.

1369
- Abade de Alcobaça reforça a defesa do castelo, erguendo uma barbacã, reedificando uma torre caída e o troço de muralhas voltado para o Mosteiro.

## Século XV
1422
- Renovação do foral de Alfeizerão.

1427
- D. João I declara perante as Cortes, que considerava a Abadia de Alcobaça como pertença do rei.

1454
- Foral de Maiorga.

1475
- O abade Nicolau Vieira abdica secretamente dos direitos da Abadia de Alcobaça a favor do arcebispo de Lisboa, Jorge da Costa, em troca de uma concessão anual de 150.000 réis.

## Século XVI
1514
- D. Manuel I concede foral novo a Alcobaça, Alfeizerão, Cós e Turquel.
- 1 de Outubro: D. Manuel I concede Foral novo a Cela, Évora de Alcobaça e Salir de Matos.

1515
- D. Manuel I concede foral novo a Alpedriz.

1549
- Construção da igreja de São Vicente de Aljubarrota.

1558
- Cardeal D. Henrique torna-se abade de Alcobaça
- Termina a construção do Mosteiro de Cós sob D. Henrique.

1566
- Cardeal D. Henrique funda o Convento de Santa Maria Madalena, um mosteiro para monges Franciscanos, nos Capuchos (Évora de Alcobaça).

1567
- Por bula do Papa Pio V, o Mosteiro de Alcobaça separa-se da Ordem de Cister e torna-se cabeça da Congregação Portuguesa.

## Século XVII
1627
- Castelo de Alcobaça beneficia de obras de reparação. A torre destacada a leste passa a ser utilizada como cadeia (até ao terramoto de 1755)

## Século XVIII
1702
- Início da construção da actual fachada barroca do Mosteiro de Alcobaça.

1755
- Construída a Biblioteca do Mosteiro de Alcobaça.
- 1 de Novembro: Terramoto de 1755 danifica partes do mosteiro de Alcobaça e do castelo de Alcobaça, que deixa de ser utilizado como cadeia.

1772
- 11 de Novembro: A “Grande Cheia” (possivelmente um tsunami) danifica principalmente a ala sul do Mosteiro de Alcobaça, danificando fundações e depositando grandes quantidades de terra e lama, apesar de este ficar a 10 km do mar.

## Século XIX
1833
- 16 de Outubro: Mosteiro de Alcobaça é saqueado durante 11 dias, na sequência da vitória liberal na Guerra Civil.

1834
- Com a extinção das ordens religiosas masculinas em Portugal, parte do Mosteiro de Alcobaça é vendido em hasta pública.

1836
- Extinção do concelho de Turquel.
- Novembro: Extinção do concelho de Alpedriz.

1838
- Determinação de arrasar o Castelo de Alcobaça, já sem função defensiva. Tem início a venda de pedras do castelo.

1839
- Demolida a muralha de Alcobaça, que dividia os terrenos de agricultura a norte do Mosteiro do átrio ocidental do mesmo.
- Ao município de São Martinho do Porto são anexadas as freguesias de Alfeizerão, Salir do Porto e Serra do Bouro.

1840
- Refeitório do Mosteiro de Alcobaça é transformado numa sala de teatro, que funcionou até 1929.

1854
- Actas da Câmara Municipal consideram o castelo de Alcobaça como extinto.

1855
- Extinção do concelho de São Martinho do Porto.

1866
- Eliminado o pelourinho de Alcobaça.
- (até 1868): É instalada uma arena destinada a touradas no Claustro do Rachadoiro do Mosteiro de Alcobaça.

1874
- Pelourinho de Turquel é levado para o Museu Arqueológico do Carmo, em Lisboa.

1875
- Pelourinho de Évora de Alcobaça é levado para o Museu Arqueológico do Carmo, em Lisboa, por vontade da população.

1891
- Carlos de Portugal outorga o título de Visconde de Alpedriz a José Eugénio da Silva, natural do Distrito de Leiria que no Rio de Janeiro realizou grande obra de benemerência e protecção aos colonos Portugueses.

## Século XX
1907
- Publicação do primeiro decreto do Governo a proteger partes do Mosteiro.

1910
- 16 de Junho: Capela de Nossa Senhora do Desterro é classificada como Monumento Nacional.

1912
- 27 de Outubro: Inauguração da primeira sala de cinema de Alcobaça, o Salão Cine-Moderno.

1933
- 29 de Maio: Criação da freguesia do Bárrio por destacamento da freguesia da Cela.
- 11 de Outubro: Pelourinho de Alfeizerão e pelourinho de Turquel são classificados como Imóvel de Interesse Público.

1940
- Aproveitamento da cisterna do castelo de Alcobaça para o depósito de água potável a ser distribuída à população.

1944
- 18 de Dezembro: Inauguração do Cine-Teatro de Alcobaça.

1946
- 2 de Janeiro: Igreja do Mosteiro de Santa Maria de Cós classificada como Imóvel de Interesse Público.
- 1 de Junho: Fundação do Ginásio Clube de Alcobaça.

1950
- 23 de Maio: Pelourinho de Turquel é reposto em Turquel.

1962
- Fundação da Associação Beneditense de Cultura e Desporto.

1964
- 25 de Junho: Fundação do Hóquei Clube de Turquel.
- Fundação do Externato Cooperativo da Benedita.

1974
- 12 de Setembro: Castelo de Alfeizerão é classificado como Imóvel de Interesse Público.

1977
- 8 de Julho: Fundação da Associação de Defesa e Valorização do Património Cultural da Região de Alcobaça (ADEPA).

1978
- 12 de Setembro: Castelo de Alcobaça classificado como Imóvel de Interesse Público.

1984
- 16 de Maio: Benedita é elevada a vila.
- 16 de Maio: Pataias é elevada a vila.

1985
- 4 de Outubro: Criação da freguesia da Martingança, por destacamento da freguesia de Pataias.

1989
- Mosteiro de Alcobaça considerado património mundial pela UNESCO
- 28 de Agosto: Freguesia de Montes criada por destacamento da freguesia de Alpedriz.

1991
- Primeira edição do festival de música clássica Cistermúsica.

1995
- 30 de Agosto: Alcobaça é elevada a cidade.

## Século XXI
2001
- 12 de Julho: Freguesia da Moita é transferida para o vizinho concelho da Marinha Grande, após referendo.
- 19 de Julho: Protocolo entre a Câmara Municipal e a ADEPA para a criação do Museu dos Coutos de Alcobaça.

2004
- 12 de Novembro: Reabertura ao público do Cine-Teatro de Alcobaça, após obras de remodelação.

2007
- 7 de Julho: Mosteiro de Alcobaça declarado uma das Sete Maravilhas de Portugal.

2009
- 29 de Março - 2 de Abril: 1.º Concurso Internacional de Música de Câmara “Cidade de Alcobaça”.[1]